# 下布尔布克市镇
下布尔布克市镇（俄语：Нижнебурбукское муниципальное образование）是俄罗斯联邦伊尔库茨克州图伦区所属的一个市镇。其下辖有个居民点，行政中心为下布尔布克。据2016年统计，该市镇的人口为502人。